# Pierre Granier (football)
Pour les articles homonymes, voir Pierre Granier.
Pierre Granier est un footballeur français né le 13 octobre 1911 à Montpellier et mort le 16 mai 1989 à Montpellier. Il évolue au poste de milieu de terrain. 

## Carrière
Pierre Granier commence sa carrière dans le club de sa ville natale, le SO Montpellier, en 1933. Il rejoint en 1935 l'OGC Nice pour une saison puis s'engage pour deux années à l'Olympique de Marseille. 
Le milieu de terrain fait vingt-sept apparitions en Championnat de France de football sous le maillot de l'OM, faisant partie de l'équipe championne en 1936-1937. Il ne joue pas la finale de la Coupe de France de football 1937-1938 gagnée par les Olympiens. 
Il termine sa carrière au Toulouse FC de 1938 à 1939. 

## Palmarès
- Olympique de Marseille
  - Championnat de France
    - Champion : 1937.

## Statistiques
| Saison      | Club                   | Pays       | Championnat | Coupe nationale |
| ----------- | ---------------------- | ---------- | ----------- | --------------- |
| 1933 - 1934 | SO Montpellier         | Division 1 |             |                 |
| 1934 - 1935 | SO Montpellier         | Division 1 |             |                 |
| 1935 - 1936 | OGC Nice               | Division 1 |             |                 |
| 1936 - 1937 | Olympique de Marseille | Division 1 | 18 matchs   | 2 buts          |
| 1937 - 1938 | Olympique de Marseille | Division 1 | 9 matchs    | 1 but           |
| 1938 - 1939 | Toulouse FC            | Division 1 |             |                 |